# Gymnasium Eschenbach
Das Gymnasium Eschenbach ist ein staatliches Gymnasium in Eschenbach in der Oberpfalz.

## Geschichte
Die Schule wurde 1948 als „Private Realschule“ gegründet. Erster Schulleiter war Edmund Langhans. Erster Unterrichtstag war der 20. September 1948 mit 36 Kindern im früheren Ottoheim (Pressather Straße).
1958 wurde die „Private Realschule“ in „Oberrealschule“ umbenannt. Sie zog im Mai 1959 um in das neu errichtete Schulgebäude in der Jahnstraße.
Im Jahr 1960 erfolgte die Verstaatlichung der Oberrealschule und 1965 Umbenennung in mathematisch-naturwissenschaftliches Gymnasium. Im selben Jahr wurde der Bau eines neuen Schulgebäudes am Westrand der Stadt Eschenbach beschlossen, um der wachsenden Schülerzahl gerecht zu werden. Das neue Gebäude wurde im Oktober 1968 eingeweiht. Der erste Abiturjahrgang am Gymnasium Eschenbach im Sommer 1970 bestand aus 3 Frauen und 11 Männern.
1976 wurde die Kollegstufe eingeführt. Bauliche Erweiterungen erfolgten 1977 (Schwimmhalle), 1980 (Mehrzweckhalle), 1986 (Erweiterungsbau), 1989 (neue Sportanlagen) und 1997 (Erweiterung der Mehrzweckhalle).

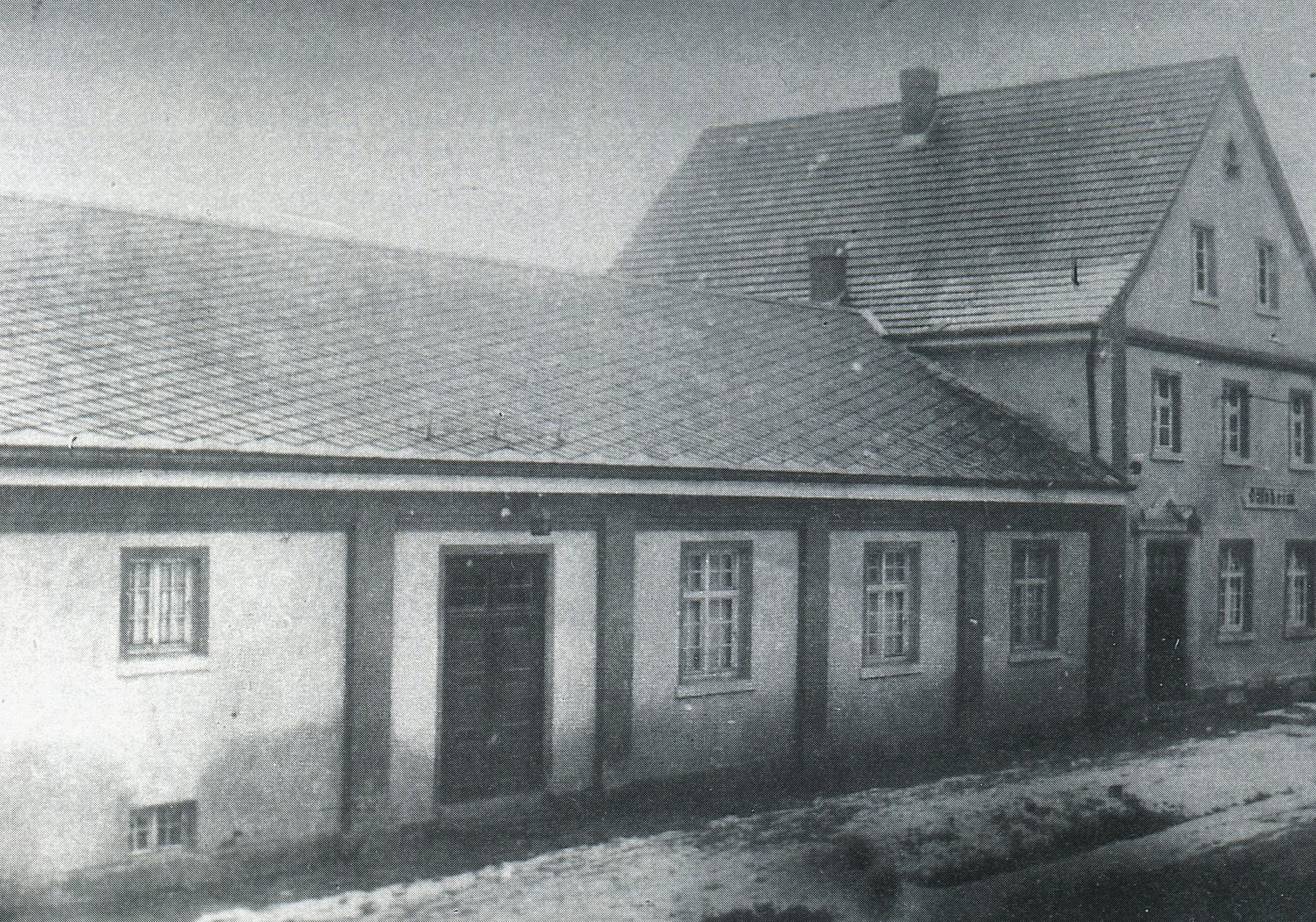
Schulgebäude der ersten Stunde (Pressather Straße)
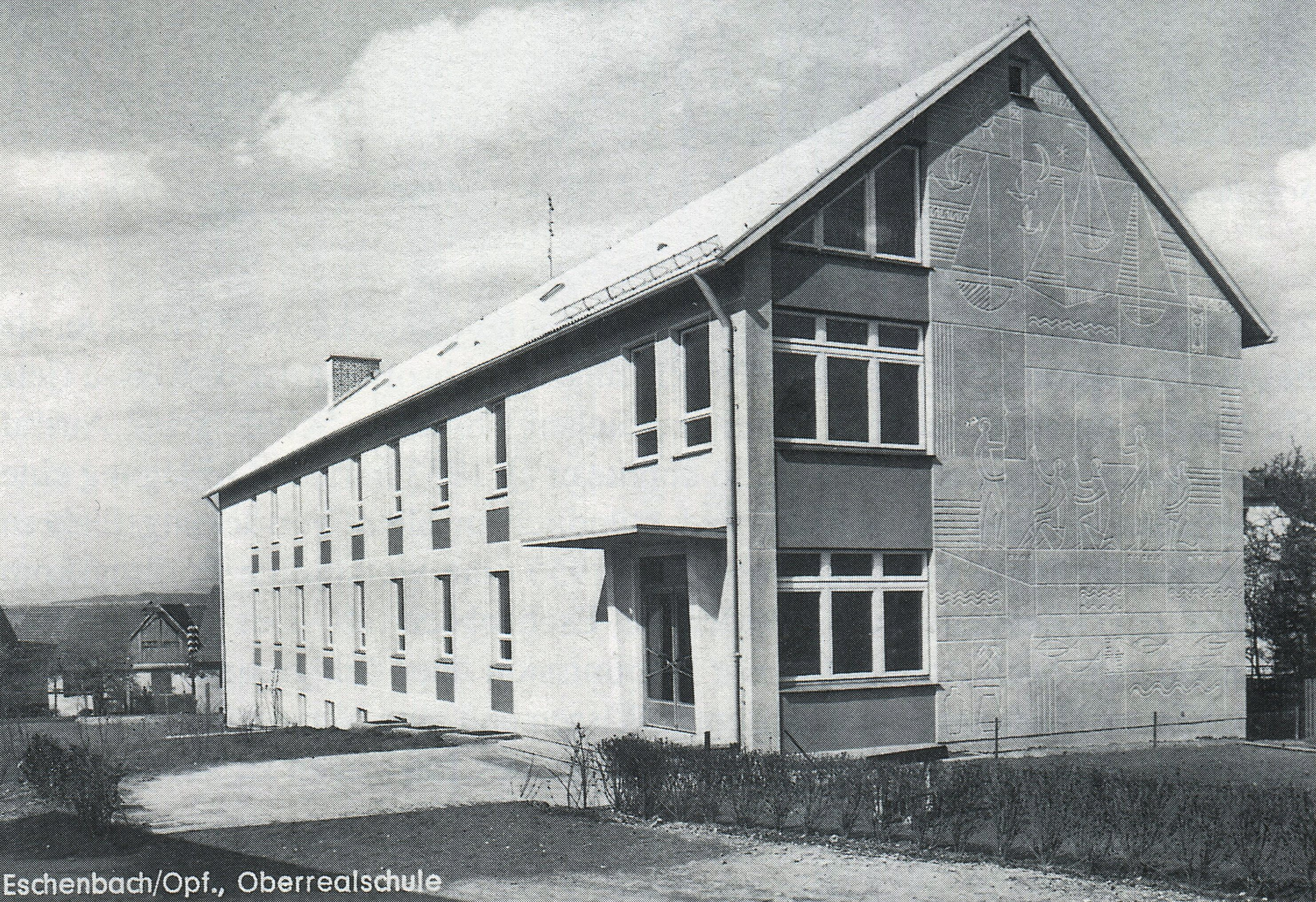
Gebäude der Oberrealschule (Jahnstraße)
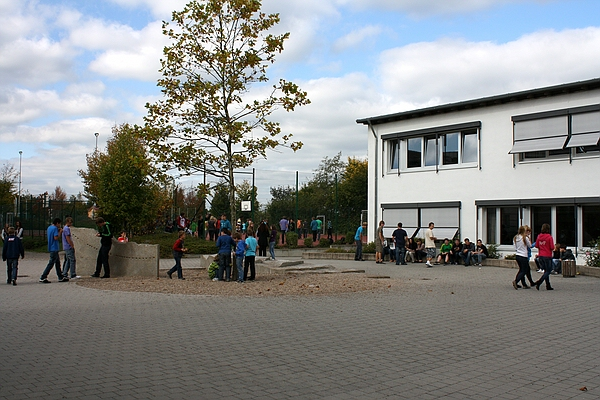
Neuzeitlicher Pausenhof West

### Schulleiter am Gymnasium Eschenbach
| 1948–1954 | Edmund Langhans    |
| 1954–1955 | Elfriede Langhans  |
| 1955–1958 | Karl Hager         |
| 1958–1988 | Waldemar Hupp      |
| 1988–1994 | Walter Kandsperger |
| 1994–2000 | Roland Jobst       |
| 2000–2009 | Paul Lippert       |
| 2009–2010 | Anton Schwemmer    |
| 2010–2019 | Knut Thielsen      |
| 2019–2021 | Peter Schobert     |
| seit 2021 | Harald Olschner    |

## Schulprofil
Die Schule gliedert sich in drei Ausbildungsrichtungen, die sich durch ihre verschiedene Sprachenfolge und durch besondere Fächerschwerpunkte unterscheiden:
- sprachliches Gymnasium (SG)
- naturwissenschaftlich-technologisches Gymnasium (NTG)
- wirtschaftswissenschaftliches Gymnasium (WWG)

Alle Ausbildungsrichtungen führen zum Abitur.

## Wahlfächer
Am Gymnasium Eschenbach werden eine Vielzahl von Kursen und Unterrichtsfächern angeboten. Unter anderem können von den Schülern folgende Wahlfächer, Kurse oder Arbeitsgruppen belegt werden: Unterstufentheater, Offenes Atelier, Mittelstufenchor, Italienisch, Oberstufenchor, Robotik, Russisch, Selbstverteidigung für Mädchen, Triathlon, Unterstufenchor, Schulsanitätsdienst, Mountainbike, Schulband, Unterstufentheater, Songwriting und Oberstufentheater. Ab der 10. Klasse kann eine Fremdsprache durch Spanisch ersetzt werden.

## Partnerschaften und Schüleraustauschprojekte
|  | Der Schüleraustausch des Gymnasiums Eschenbach mit dem Gymnasium Jura Hronca in Bratislava (Slowakei) reicht bis ins Jahr 1969, also in die Zeit des Eisernen Vorhangs zurück. Er ist der älteste Austausch, den es an der Schule gibt.                                                                                     |
|  | Seit Oktober 2004 besteht der Austausch mit dem Liceo in Ghedi, Italien. |
|  | Seit 2006 unterhält das Gymnasium Eschenbach eine Schulpartnerschaft mit dem Collège Henri de Navarre und dem Lycée George Sand in Nérac, Frankreich. |
|  | Der Schüleraustausch zwischen dem Gymnasium Eschenbach und der Great Baddow High School in Chelmsford, England, besteht seit 2006. |
|  | Mit dem polnischen Gymnazium Nowy Wiśnicz besteht seit 2012 ein individueller deutsch-polnischer Austausch. Dieser entstand aus der seit 2009 zwischen der Wirtschaftsschule Eschenbach und dem Gymnazium Nowy Wiśnicz bestehenden offiziellen Partnerschaft auf der Grundlage einer Kooperation zwischen den drei Schulen. |

## Sonstiges

### Sozialwirksame Schule
Seit September 2018 trägt die Schule den Titel „Sozialwirksame Schule“.

### Schule ohne Rassismus – Schule mit Courage
Im September 2018 hat sich das Gymnasium Eschenbach dem Netzwerk „Schule ohne Rassismus – Schule mit Courage“ angeschlossen.

### Chorklasse
Das Gymnasium Eschenbach bietet seit dem Schuljahr 2015/16 Schülern die Möglichkeit, im Rahmen des regulären Pflichtunterrichts im Fach Musik ab der 5. Jahrgangsstufe die Chorklasse zu besuchen.